# Armando Dini

Erzbischofswappen von Armando Dini

Armando Dini (* 18. Juli 1932 in Mailand) ist ein italienischer Geistlicher und emeritierter römisch-katholischer Erzbischof von Campobasso-Boiano.

## Leben
Armando Dini empfing am 5. Dezember 1954 die Priesterweihe.
Papst Johannes Paul II. ernannte ihn am 23. Juni 1990 zum Bischof von Avezzano. Die Bischofsweihe spendete ihm der Erzbischof von Neapel, Michele Kardinal Giordano, am 9. September desselben Jahres; Mitkonsekratoren waren Luigi Diligenza, Erzbischof von Capua, und Antonio Pagano, Bischof von Ischia.
Am 21. November 1998 berief ihn Johannes Paul II. zum Erzbischof von Campobasso-Boiano. Zudem beauftragte ihn Papst Benedikt XVI. am 5. August 2006 mit der Leitung des Bistums Isernia-Venafro als Apostolischer Administrator bis zur Amtseinführung eines neuen Bischofs dieser Diözese, die am 5. April 2007 stattfand. Am 8. November 2007 nahm Benedikt XVI. seinen altersbedingten Rücktritt an.